# 332pp
332pp는 대한민국의 래퍼다. 2019년 싱글 [SWISH]로 데뷔했다.

## 방송
- 수퍼비의 랩 학원 (2019) - Top24

## 음반
- SWISH (2019)
- Call it feeling. (2020)
- UNDERRATED (2021)
- Body full of SWAMP (2022)
- PUNCHMACHINE (2023)
- XX (2023)